# Anekdote (Thomas Mann)
Anekdote ist eine kleine Erzählung von Thomas Mann aus dem Jahr 1908.

## Inhalt
Nach einem guten Abendessen im Kreis von Freunden spricht man von Buddha und vom „Schleier der Maja und seinem schillernden Blendwerk“, von der „Süßigkeit der Sehnsucht und von der Bitterkeit der Erkenntnis“. In diesem Zusammenhang erzählt einer der Gäste – zur kritischen Illustration der Frage „Was ist ein Ideal?“ – die Anekdote von der „himmlischen Angela Becker“, in deren Lieblichkeit und blaue, lächelnde Augen, süßen Mund, köstliches Grübchen und blonde Locken alle Welt vernarrt gewesen sei.
Der vierzigjährige, stille und höfliche Bankdirektor Ernst Becker ist mit der zehn Jahre jüngeren Angela verheiratet, die er eines Tages „von auswärts mitgebracht“ hat. Ihre Ehe bleibt kinderlos. Angela richtet nicht nur die Abendgesellschaften im Hause Becker aus, sondern trägt auch selbst zur musikalischen Ausgestaltung bei, indem sie sich singend auf der Harfe begleitet. In ihrem Salon liegt ihr die Männerwelt zu Füßen. Wirkliche Freunde allerdings hat sie nicht.
Als sie eines Abends wieder einmal von allen Anwesenden bewundert und beneidet und mit Komplimenten überhäuft wird und man den Hausherrn zum wiederholten Male zu seiner himmlischen Gattin beglückwünscht, da wird es plötzlich still, Direktor Becker steht auf, ist „totenbleich“ und mit „bebender Feierlichkeit beginnt er zu sprechen“. Er habe lange genug geschwiegen und müsse nun endlich einmal die Wahrheit sagen. Und zum Entsetzen der Gäste „entwirft dieser Mensch in furchtbarem Ausbruch das Bild einer Ehe, – seiner ‚Hölle‘ von einer Ehe“. Angela sei „liebesleer und widrig verödet“, den ganzen Tag liege sie „schlaff“ herum, vernachlässige sogar ihre Körperpflege und quäle die Katze. Sie betrüge ihn mit Dienstboten und Bettlern. Ertragen habe er sie nur „um der Liebe willen.“
Das Publikum ist wie gelähmt, traut seinen Ohren nicht. Zwei Herren nehmen den völlig echauffierten Ehemann betreten beiseite und die Gesellschaft zerstreut sich. „Einige Tage später begab sich Becker, offenbar einer Vereinbarung mit seiner Gattin gemäß, in eine Nervenheilanstalt. Er war aber vollkommen gesund und lediglich zum Äußersten gebracht. Später verzogen Beckers in eine andere Stadt.“

## Ausgaben
- Thomas Mann: Sämtliche Erzählungen. Band 1. Fischer-Taschenbuch-Verlag, Frankfurt 1987, ISBN 3-10-348115-2, S. 404–408.